# Borlänge centralstation
Borlänge centralstation – stacja kolejowa w Borlänge, w regionie Dalarna, w Szwecji. Krzyżują się tu linie kolejowe Bergslagsbanan, Dalabanan oraz Västerdalsbanan.
Dzisiejszy dworzec zbudowano w Borlänge na początku lat 60 XX w, w stylu funkcjonalizmu, 300 m na północ od rozebranego budynku. Główny urząd Banverket znajduje się obok dworca kolejowego.